# Canton d'Ermont
Le canton d'Ermont est une division administrative française, située dans le département du Val-d'Oise et la région Île-de-France.
À la suite du redécoupage cantonal de 2014, les limites territoriales du canton sont remaniées. Le nombre de communes du canton passe de 1 à 2.

## Histoire
Le canton est créé par décret du 20 juillet 1967.
Par décret du 17 février 2014, le nombre de cantons du département est divisé par deux, avec mise en application aux élections départementales de mars 2015. Le canton d'Ermont est conservé et s'agrandit. Il passe de 1 à 2 communes.

## Représentation

### Conseillers généraux de 1967 à 2015
| Période | Période | Identité                | Étiquette           | Qualité                                                                                             |
| ------- | ------- | ----------------------- | ------------------- | --------------------------------------------------------------------------------------------------- |
| 1967    | 1976    | Robert Bichet           | DVD                 | Ingénieur Maire d'Ermont (1959-1971) Député (1946-1958) Sous-secrétaire d’État (juin-décembre 1946) |
| 1976    | 1994    | Jacques Berthod         | DVD                 | Comptable Maire d'Ermont (1971-1996)                                                                |
| 1994    | 2001    | Pierre-François Siméoni | Écologiste puis DVD | Commerçant en produits biologiques, Paris                                                           |
| 2001    | 2015    | Lionel Georgin          | RPR puis UMP        | Entrepreneur Adjoint au maire d'Ermont Ancien Député suppléant jusqu'en juin 2012                   |

### Conseillers départementaux depuis 2015
| Période élective | Période élective | Mandat | Mandat   | Identité       | Nuance | Nuance | Qualité |
| ---------------- | ---------------- | ------ | -------- | -------------- | ------ | ------ | --- |
| 2015             | 2021             | 2015   | 2021     | Xavier Haquin  |        | LR     | Chef d'entreprise Premier adjoint au Maire d'Ermont (2014 → 2020) Président de la CA Val-et-Forêt (2014 → 2015) |
| 2015             | 2021             | 2015   | 2021     | Aurore Jacob   |        | LR     | Gestionnaire de clientèle Adjointe au Maire d'Eaubonne (2014 → )                                                |
| 2021             | 2028             | 2021   | en cours | Xavier Haquin  |        | LR     | Chef d'entreprise Maire d'Ermont (2020→ ), Vice-président de la CA Val Parisis (2020 → )                        |
| 2021             | 2028             | 2021   | en cours | Noellie Plelan |        | LR     | Présidente des Républicains du Val-d'Oise, Eaubonne                                                             |

### Résultats détaillés

#### Élections de mars 2015
À l'issue du 1er tour des élections départementales de 2015, deux binômes sont en ballottage : Xavier Haquin et Aurore Jacob (UMP, 40,08 %) et Manon Comte et Didier Jobert (PS, 23,22 %). Le taux de participation est de 42,3 % (14 777 votants sur 34 937 inscrits) contre 40,49 % au niveau départemental et 50,17 % au niveau national.
Au second tour, Xavier Haquin et Aurore Jacob (UMP) sont élus avec 62,57 % des suffrages exprimés et un taux de participation de 39,88 % (8 055 voix pour 13 919 votants et 34 901 inscrits).

#### Élections de juin 2021
Le premier tour des élections départementales de 2021}},. est marqué par un très faible taux de participation (33,26 % au niveau national). Dans le canton d'Ermont, ce taux de participation est de 29,84 % (10 084 votants sur 33 791 inscrits) contre 26,57 % au niveau départemental. À l'issue de ce premier tour, deux binômes sont en ballottage : Xavier Haquin et Noellie Plelan (Union à droite, 35 %) et Grégory Berthault et Clarisse Kalachnikoff (binôme écologiste, 14,74 %).
Le second tour des élections est marqué une nouvelle fois par une abstention massive équivalente au premier tour. Les taux de participation sont de 34,36 % au niveau national, 28,57 % dans le département et 32,15 % dans le canton d'Ermont. Xavier Haquin et Noellie Plelan (Union à droite) sont élus avec 56,54 % des suffrages exprimés (5 781 voix pour 10 870 votants et 33 808 inscrits),,,.

## Composition

### Composition avant 2015
Le canton d'Ermont est composé de la seule commune d'Ermont.

### Composition depuis 2015
Le canton comprend désormais deux communes entières.
| Nom                            | Code Insee | Intercommunalité | Superficie (km2) | Population (dernière pop. légale) | Densité (hab./km2) | Modifier                                    |
| ------------------------------ | ---------- | ---------------- | ---------------- | --------------------------------- | ------------------ | ------------------------------------------- |
| Ermont (bureau centralisateur) | 95219      | CA Val Parisis   | 4,16             | 29 189 (2022)                     | 7 017              | modifier les données · modifier les données |
| Eaubonne                       | 95203      | CA Val Parisis   | 4,42             | 25 934 (2022)                     | 5 867              | modifier les données · modifier les données |
| Canton d'Ermont                | 9508       |                  | 8,58             | 55 123 (2022)                     | 6 425              | modifier les données                        |

## Démographie

### Démographie avant 2015
| 1968   | 1975   | 1982   | 1990   | 1999   | 2006   | 2011   | 2012   |
| ------ | ------ | ------ | ------ | ------ | ------ | ------ | ------ |
| 23 842 | 25 492 | 24 394 | 27 947 | 27 494 | 28 074 | 27 304 | 27 352 |

### Démographie depuis 2015
En 2022, le canton comptait 55 123 habitants, en évolution de +1,57 % par rapport à 2016 (Val-d'Oise : +4 %, France hors Mayotte : +2,11 %).
| 2013   | 2018   | 2022   |
| ------ | ------ | ------ |
| 52 627 | 54 218 | 55 123 |